# Луїс Фернандес
Луїс Мігель Фернандес (фр. Luis Miguel Fernández, нар. 2 жовтня 1959, Таріфа) — французький футболіст іспанського походження, що грав на позиції півзахисника. По завершенні ігрової кар'єри — футбольний тренер.
Виступав, зокрема, за клуб «Парі Сен-Жермен», а також національну збірну Франції.
Дворазовий володар Кубка Франції. Чемпіон Франції. Володар Кубка Франції (як тренер). Володар Кубка французької ліги (як тренер). Володар Кубка Кубків УЄФА (як тренер). Володар Кубка Інтертото (як тренер). У складі збірної — чемпіон Європи.

## Клубна кар'єра
У дорослому футболі дебютував 1978 року виступами за команду «Парі Сен-Жермен», в якій провів вісім сезонів, взявши участь у 225 матчах чемпіонату. Більшість часу, проведеного у складі «Парі Сен-Жермен», був основним гравцем команди.
Протягом 1986—1989 років захищав кольори клубу «Расінг» (Париж).
Завершив професійну ігрову кар'єру у клубі «Канн», за який виступав протягом 1989—1993 років.

## Виступи за збірну
1982 року дебютував в офіційних матчах у складі національної збірної Франції. Протягом кар'єри у національній команді, яка тривала 11 років, провів у формі головної команди країни 60 матчів, забивши 6 голів.
У складі збірної був учасником домашнього та переможного для французів чемпіонату Європи 1984 року, чемпіонату світу 1986 року в Мексиці, на якому команда здобула бронзові нагороди, а також чемпіонату Європи 1992 року у Швеції.

## Кар'єра тренера
Розпочав тренерську кар'єру, ще продовжуючи грати на полі, 1992 року, очоливши тренерський штаб клубу «Канн» як граючий тренер.
Протягом 1994—1996 років тренував «Парі Сен-Жермен», згодом працював в Іспанії з «Атлетиком» (Більбао), після чого ще на три сезони повертався до «ПСЖ».
2003 року очолив команду барселонського «Еспаньйола». Протягом 2005—2009 років працював у Катарі з «Аль-Райяном», в Ізраїлі з «Бейтаром» (Єрусалим), в Іспанії з клубом «Реал Бетіс» та у Франції з «Реймсом».
Наступним місцем тренерської роботи була національна збірна Ізраїлю, яку Луїс Фернандес очолював протягом 2010—2011 років.
2015 року був призначений очільником тренерського штабу національна збірна Гвінеї, проте вже влітку 2016 року було повідомлено про його звільнення з цієї посади.

## Титули і досягнення

### Як гравця
- Володар Кубка Франції (2):

«Парі Сен-Жермен»: 1981–82, 1982–83
- Чемпіон Франції (1):

«Парі Сен-Жермен»: 1985–86
- Чемпіон Європи (1): 1984
- Бронзовий призер чемпіонату світу (1): 1986
- Володар Кубка Артеміо Франкі (1): 1985

### Як тренера
- Володар Кубка Франції (1):

«Парі Сен-Жермен»: 1994–95
- Володар Кубка французької ліги (1):

«Парі Сен-Жермен»: 1994-95
- Переможець Кубка володарів кубків (1):

«Парі Сен-Жермен»: 1995-96
- Володар Суперкубка Франції (1):

«Парі Сен-Жермен»: 1995
- Володар Кубка Інтертото (1):

«Парі Сен-Жермен»: 2001

### Особисті
- Французький футболіст року (1):

1985